# Đặc hữu

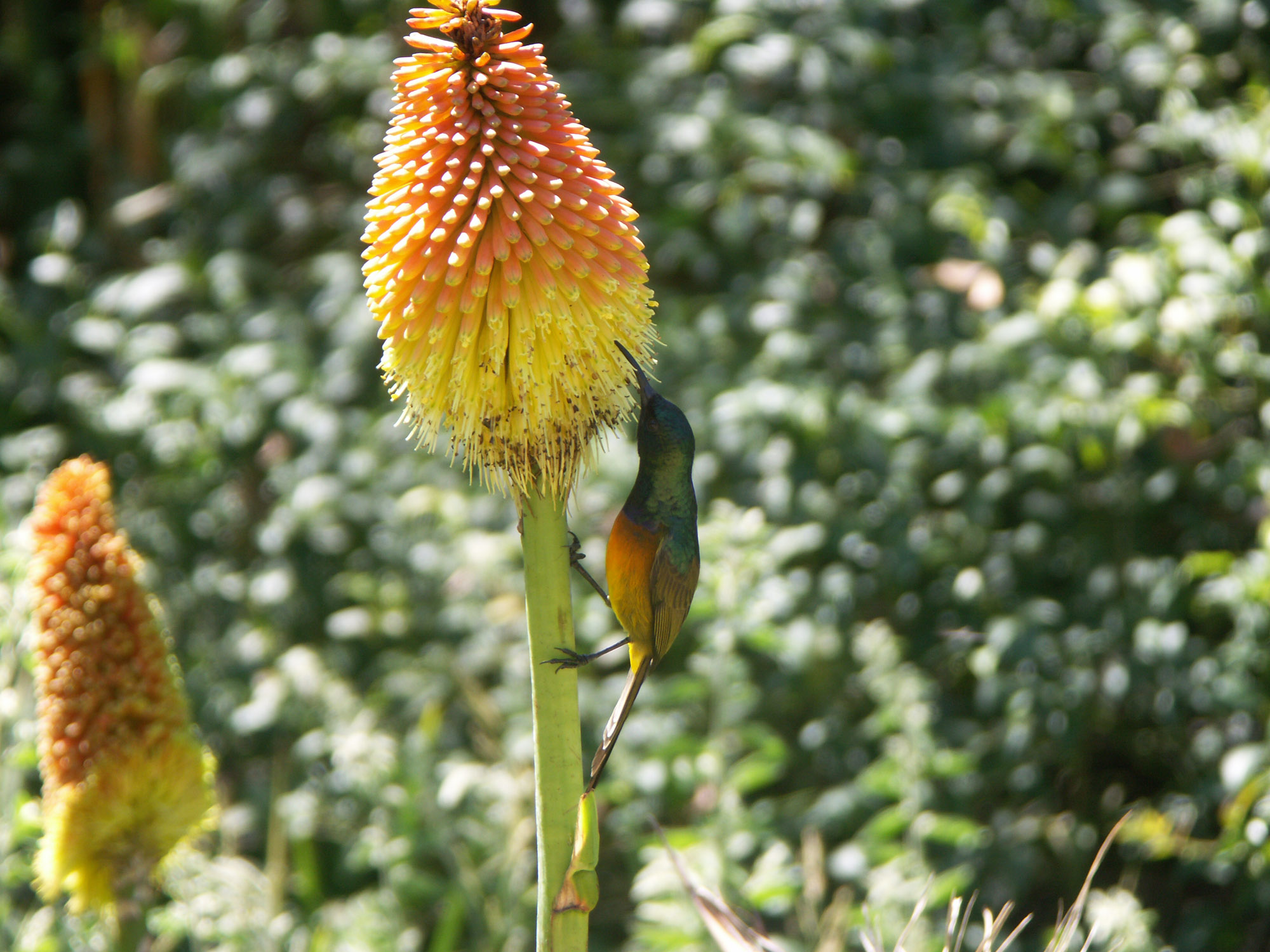
Anthobaphes violacea, một loài chim đặc hữu ở Fynbos, Nam Phi.

Đặc hữu là một tình trạng trong sinh thái học khi một sinh vật chỉ sinh sống tự nhiên ở một vị trí địa lý nhất định, ví dụ như một hòn đảo, quốc gia hoặc một khu vực nhất định khác, hoặc một dạng sinh cảnh nào đó; sinh vật là loài bản địa của một nơi nào đó thì không phải loài đặc hữu nếu như nó cũng xuất hiện ở nơi nào đó khác. Nghĩa ngược lại của đặc hữu là phân bố toàn cầu.
Có hai dạng đặc hữu. "Cố đặc hữu" tức là địa bàn thuở trước rộng lớn nhưng nay thu hẹp lại thì sinh vật đó là cố đặc hữu ở vùng mà nay đã diệt chủng. "Tân đặc hữu" là sự lai giống và thành hình của một loài mới, thường thấy trong các loài thảo mộc.
Loài đặc hữu thường hình thành vì tình thế cô lập địa lý như trường hợp những hải đảo lẻ loi. Điển hình là quần đảo Hawaii, Galápagos và Socotra.

## Nguy cơ đối với những khu vực nhiều loài đặc hữu
Các nguyên nhân chủ yếu của việc suy thoái và mất môi trường sống trong hệ sinh thái nhiều loài đặc hữu thì bao gồm nông nghiệp, phát triển thành phố, khai thác mỏ bề mặt, chiết suất khoáng vật, khai thác gỗ và nông nghiệp kiểu đốt nương làm rẫy.